# 中華民國—索羅門群島關係
中華民國與所罗门群岛於1983—2019年有官方外交關係，斷交後，目前沒有在對方首都互設具大使館功能的代表機構。對索羅門群島的相關事務由駐巴布亞紐幾內亞臺北經濟文化辦事處兼轄。

## 政治

### 邦交時期

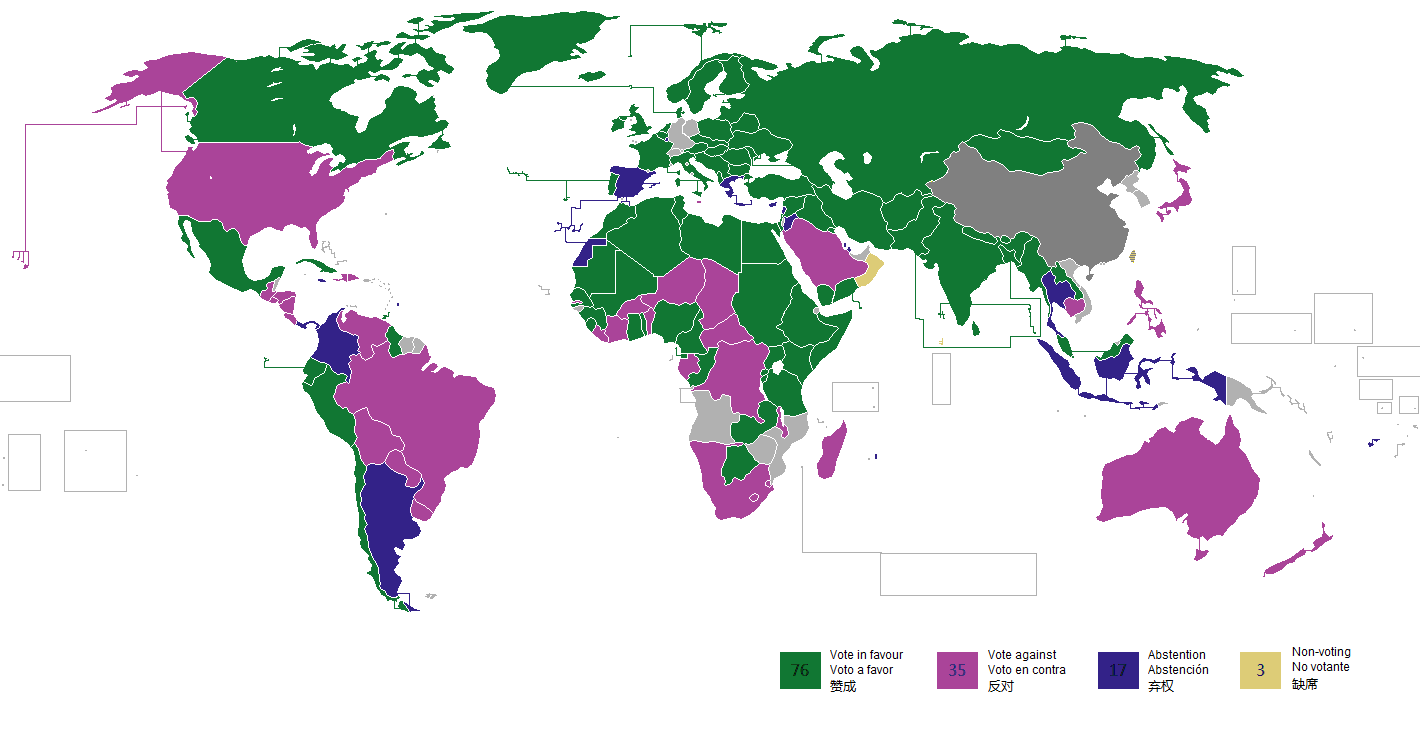
灰色國家表示非聯合國會員國，索羅門群島當時是英屬索羅門群島，因此不能對中華民國續留聯合國一案參與投票，即《聯合國大會2758號決議》。

1983年3月24日，中華民國行政院長孫運璿與索羅門群島總理馬馬洛尼在台北簽署《建交公報》，建立總領事關係。4月25日，於索羅門群島首都設立中華民國駐荷尼阿拉總領事館，5月26日正式成立。7月，派駐總領事。
1985年9月16日，正式建立大使級外交關係，總領事館升格為中華民國駐索羅門群島大使館。12月，派駐大使。
1989年9月19日，索羅門群島派任亞洲巡迴大使於台北呈遞國書。
2000年11月1日，於首都台北設立索羅門群島駐華大使館。2001年2月，派駐大使。
2013年3月，兩國建交30週年，索羅門群島總理里諾宣布當週為「索台友誼週」。4月，國會無異議通過友好決議案。

### 斷交
2019年4月起，所罗门群岛总理蘇嘉瓦瑞上任後頻繁傳出有意与中华人民共和国建交的消息。同年9月兩國關係出現重大转折，中华民国外交部发表声明指所罗门群岛外交部长马内雷於9月8日访问中華民國，停留至9月12日。在傳出斷交傳聞之初，索國民眾也高度關注，廖文哲（中華民國駐索羅門大使）和蔡華明（索羅門台商會副會長）更表示所羅門民眾輿論90%支持臺灣，索國非政府組織代表的發言也壓倒性支持臺灣。9月13日后，建交动机再提上议事日程。中華民國外交部長吳釗燮接受《中央社》專訪表示，台灣與索羅門群島的關係面臨挑戰，政府正在努力克服，希望能藉由嘉惠索國人民的合作方式鞏固雙邊的關係，與此同時，台灣也在與理念相近的國家討論具體協助索羅門的方式。
2019年9月16日，索羅門執政的民主進步執政聯盟（DCGA）召開黨團會議，在33位成員中以27票支持中華人民共和國、6票棄權與無人反對的票數，決定斷絕与中華民國現有的外交關係，隨後索羅門內閣同意此項表決結果，決定終止自1983年以來和中華民國的邦交，未來會與中华人民共和国建交。同日晚間，中華民國政府在索羅門群島政府正式公布前便宣佈與其斷交。17日，降旗關閉大使館及撤離所有技術團外交人員。斷交決定的公開引發民怨，使索羅門國民上街遊行表達對台灣的支持；其中马莱塔省發起独立运动并发表《马莱塔人独立决议文》，表达对所罗门群岛当局的不满，該省省長亦表態將調查舉行獨立公投的民眾意願。25日，立場傾向中華民國的國家規劃暨發展計畫部長、前總理何瑞朗被解除職務。美國副總統彭斯在获悉所罗门群岛与中華民國断交后，隨即取消与索罗门群岛总理蘇嘉瓦瑞的会面计划。美国国际开发署的一位高级官员表示，华盛顿正在重新评估对所罗门群岛的援助计划。
外交部長吳釗燮證實，中華人民共和國政府以5亿美元金援夺取索羅門，并指控索羅門官员被收买。法国国际广播电台引述《中央社》報導，由於中華人民共和國選擇在中美贸易战、香港反對《逃犯條例》修訂草案運動日益窘迫的情況下與索羅門建交，有分析指既可以轉移香港視線達到干預2020年的總統大選目的，又可以展現北京在相關區域議題上的實力，對抗正在警惕並集結中的國際力量。

### 斷交後的雙邊關係
根據《自由時報》報導，對於索羅門群島一旦出現政治結構改變，甚至希望恢復邦交時，中華民國外交高層明確答覆「我方並不排除。」據了解，兩國雖然斷交，但相關部署仍有所維持，以隨時因應情勢進展。
2021年11月24日，索羅門群島爆發大規模示威，根據外國媒體報導，許多示威者來自人口最多的馬萊塔省，他們認為政府沒有諮詢民意就與臺灣斷交，對此深感不滿，省長蘇達尼更指控總理蘇嘉瓦瑞「將外國人的利益置於索羅門群島居民的利益之上」，應該下台。26日，蘇嘉瓦瑞重申支持與北京建交，而暴力示威「不幸受到其他大國的影響與鼓勵」，「我替馬萊塔省的人民感到遺憾，因為他們被灌輸關於外交轉向的謊言。」「正在影響馬萊塔省的國家，就是那些不想與中國建立關係、不鼓勵索羅門群島建立外交關係，遵守国际法與联合国决议的國家……我不想點名，點到為止就好。」蘇嘉瓦瑞並向澳大利亚求助，澳洲已派遣軍警與外交人員前往協助恢復秩序，但不偏袒任何黨派。澳洲外交部長佩恩不認為是外國勢力掀起動亂，中華民國外交部發言人歐江安也表示「我們與這場動亂沒有任何關係。」12月6日，蘇嘉瓦瑞在國會的不信任案辯論中，指控在首都所發生的群眾動盪事件，是受到台灣「代理人」所策動，中華民國外交部對此予以駁斥。蘇嘉瓦瑞的不信任案當天被國會否決。

### 人員互訪（1983年至今）

#### 索羅門群島

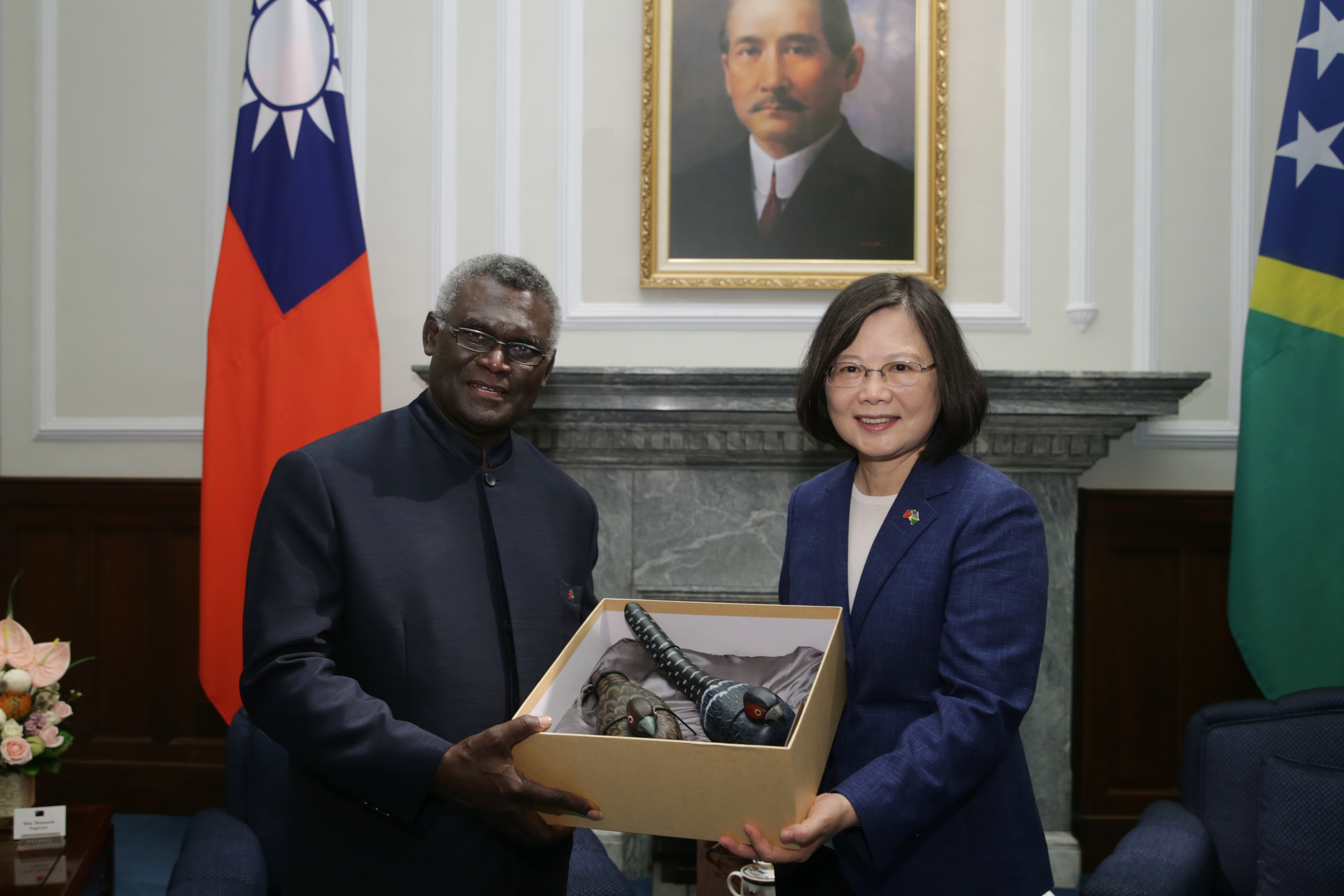
2017年9月，索羅門群島總理蘇嘉瓦瑞訪台，與中華民國總統蔡英文合影

| 職稱                                         | 中文譯名(原文名)                                       | 訪問年月 |
| -------------------------------------------- | ------------------------------------------------------ | -------- |
| 總督                                         |                                                        |          |
| 皮達喀加 (Moses Puibangara Pitakaka)         | 1995年10月                                             |          |
| 約翰·拉普利 (John Ini Lapli)                 | 2000年5月、2002年5月                                   |          |
| 納薩尼爾·維納 (Nathaniel Rahumaea Waena)     | 2005年7月                                              |          |
| 法蘭克·卡布依 (Frank Utu Ofagioro Kabui)     | 2010年5月、2013年6月、2015年10月、2016年5月            |          |
| 總理                                         |                                                        |          |
| 所羅門·馬馬洛尼 (Solomon Mamaloni)           | 1983年3月、1993年1月、1997年2月                        |          |
| 彼得·凱尼洛雷 (Peter Kenilorea)              | 1985年6月                                              |          |
| 伊里凱爾·阿利布亞 (Ezekiel Alebua)           | 1987年6月、1988年8月                                   |          |
| 巴塞洛繆·烏盧法阿盧 (Bartholomew Ulufa'Alu)  | 1997年10月                                             |          |
| 梅納西·索加瓦雷 (Manasseh Damukana Sogavare) | 2000年10月、2006年8月、2007年5月、2016年7月、2017年9月 |          |
| 艾倫·凱馬凱扎 (Allen Kemakeza)               | 2002年4月、2004年5月、2005年12月                       |          |
| (David Derek Sikua)                          | 2008年3月、2008年5月、2009年5月                        |          |
| 戴尼·費立普 (Danny Philip)                   | 2010年10月、2011年10月                                 |          |
| 古登·達西·里諾 (Gordon Darcy Lilo)           | 2012年5月、2013年10月、2014年8月過境                   |          |
| 里克·霍尼普韦拉 (Rick Nelson Houenipwela)    | 2018年5月                                              |          |
| 國會議長                                     |                                                        |          |
| 里歐亞德·吉納 (Lloyd Maepeza Gina)           | 1985年11月                                             |          |
| 邊懷德 (Waeta Ben Tabusasi)                  | 1991年10月                                             |          |
| 保羅·陀福華 (Paul Joshua Tovua)              | 2001年1月                                              |          |
| 彼得·凱尼洛雷 (Peter Kenilorea)              | 2003年1月、2006年11月                                  |          |
| 艾倫·凱馬凱扎 (Allen Kemakeza)               | 2011年5月、2014年8月                                   |          |
| (Ajilon Jasper Nasiu)                        | 2018年1月                                              |          |
| 歐悌 (John Patteson Oti)                     | 2019年8月                                              |          |

#### 中華民國
| 職稱       | 中文名     | 訪問年月 |
| ---------- | ---------- | -------- |
| 總統       |            |          |
| 陳水扁     | 2005年1月  |          |
| 馬英九     | 2010年3月  |          |
| 蔡英文     | 2017年11月 |          |
| 行政院院長 |            |          |
| 蕭萬長     | 1998年7月  |          |
| 立法院院長 |            |          |
| 王金平     | 2008年7月  |          |

## 經濟

### 貿易
| 年分 | 貿易總額   | 貿易總額 | 貿易總額 | 出口至索羅門群島 | 出口至索羅門群島 | 出口至索羅門群島 | 自索羅門群島進口 | 自索羅門群島進口 | 自索羅門群島進口 | 順逆差  |
| 年分 | 金額       | 年增減   | 排名     | 金額             | 年增減           | 排名             | 金額             | 年增減           | 排名             | 順逆差  |
| ---- | ---------- | -------- | -------- | ---------------- | ---------------- | ---------------- | ---------------- | ---------------- | ---------------- | ------- |
| 2017 | 20,261,264 | ▲11.0%   | 128      | 9,736,033        | ▼4.8%            | 121              | 10,525,231       | ▲31.1%           | 115              | 逆差 -- |
| 2018 | 32,904,781 | ▲62.4%   | 111      | 11,203,948       | ▲15.1%           | 121              | 21,700,833       | ▲106.2%          | 98               | 逆差▲   |
| 2019 | 26,692,852 | ▼18.9%   | 124      | 13,656,217       | ▲21.9%           | 116              | 13,036,635       | ▼39.9%           | 104              | 順差 -- |
| 2020 | 19,992,987 | ▼25.1%   | 125      | 11,969,860       | ▼12.3%           | 117              | 8,023,127        | ▼38.5%           | 112              | 順差▲   |
| 2021 | 18,304,837 | ▼8.4%    | 128      | 15,926,613       | ▲33.1%           | 113              | 2,378,224        | ▼70.4%           | 139              | 順差▲   |
| 2022 | 23,379,853 | ▲27.7%   | 125      | 19,258,829       | ▲20.9%           | 114              | 4,121,024        | ▲73.3%           | 128              | 順差▲   |
| 2023 | 29,563,511 | ▲26.4%   | 116      | 27,844,247       | ▲44.6%           | 98               | 1,719,264        | ▼58.3%           | 147              | 順差▲   |
| 2024 | 19,338,887 | ▼34.6%   | 130      | 15,687,013       | ▼43.7%           | 114              | 3,651,874        | ▲112.4%          | 131              | 順差▼   |

2023年的兩國貿易項目如下：
出口至索羅門群島的前10大項目為：冷凍魚；稻米；燈具與照明裝置；塑料單絲；機器、工廠或實驗室設備；机械零件；固態泥土、石料、礦砂或其他礦物用之製造機械與固體礦物燃料、陶土漿、濕水泥、粉刷材料或其他礦產品用之混凝、造模或造形機械以及鑄造用砂模製造機器；卑金屬之框架、鈕扣、環與類似品、鉚釘、珠子與亮片；撚線、繩、索與纜；金属、金屬碳化物、玻璃、礦物、橡膠或塑膠模具等。
自索羅門群島進口的項目為：原木；供飾面用、合板用或其他類似積層材用單板與木材；鑄幣；生或焙製之全粒或碎粒可可豆；供餐桌、廚房、盥洗室、辦事室、室內裝飾或類似用途玻璃器等。

## 交流

### 援助
2009年8月18日，索羅門群島北部伊莎貝爾省的卡瓦（Kava）部落酋長史坦力（Stanley）搭著6小時舢舨船橫渡200公里到首都荷尼阿拉拜訪台灣農技團，親自交付該部落200戶族人為了援助台灣八八水災災民自主募捐的1,000索羅門群島元支票以及他的慰問信；2010年3月25日，中華民國總統馬英九訪問索羅門群島，期間拜訪史坦力並回贈手機和肥料致謝。2015年，中華民國外交部政務次長石定訪問索羅門群島，史坦力所持贈予的手機不幸損壞，於次長晚宴時請求大使館協助修理或更換未果，在場臺商代為請求亦無結果，遂以自己所使用的手機相贈。史坦力所居住的地區手機訊號不佳，亦是沒有自來水電供應的傳統部落地區，但當他和中華民國大使館、台灣農技團、索羅門農業部或是其他合作社連絡時仍會用到手機。
2020年6月8日，索羅門群島的馬萊塔省感謝台灣因應2019冠状病毒病疫情對當地捐贈防疫物資。
2022年2月，中華民國籍漁船「誼翔8號」在索羅門群島海域發現9名失聯的巴布亚新几内亚籍船員，向中華民國國軍搜救協調中心（TRCC）通報，該單位隨即聯繫巴布亞紐幾內亞與索羅門群島政府後，「誼翔8號」便將獲救的9名船員移交給索羅門群島。事後，中華人民共和國官媒《环球时报》英文版宣稱救援行動是中國政府的功勞，中華民國外交部不滿並反駁「這是明目張膽的謊言」，索羅門群島皇家警察部隊（RSIPF）也證實並感謝臺灣的協助，RSIPF海事警察局長索柯（Supt Nevol Soko）表示「索羅門群島海上救援協調中心（MRCC）當時接獲通報，台灣漁船『誼翔8號』在該國海域發現一艘裝有40匹馬力引擎、載有9人的漁船。隨後，RSIPF船隊即展開救援行動。」

## 兩國合作項目
| 日期           | 簽署                                               | 備註            |
| -------------- | -------------------------------------------------- | --------------- |
| 1983年10月11日 | 《中華民國政府與索羅門群島政府間技術合作協定》     | 以下簡稱中索    |
| 1983年10月11日 | 《中索農業技術合作協定》                           | [ 註 3 ]        |
| 1983年10月11日 | 《中索渔业協定》                                   | [ 註 4 ]        |
| 1986年12月19日 | 《中索國際快捷郵件交換備忘錄》                     | [ 註 5 ]        |
| 1998年7月6日   | 《中索農村貸款計畫瞭解備忘錄》                     |                 |
| 2004年12月1日  | 《中索衛生合作協定》                               | [ 32 ] [ 註 6 ] |
| 2007年1月31日  | 《中索合作架構協定》                               | [ 33 ]          |
| 2007年1月31日  | 《中索派遣志工協定》                               | [ 33 ]          |
| 2007年7月25日  | 《中索關於打擊洗錢及資助恐怖主义情報交換合作協定》 |                 |
| 2008年4月14日  | 《中索關於設立駐索羅門群島台灣衛生中心瞭解備忘錄》 |                 |
| 2017年4月28日  | 《中索氣象合作瞭解備忘錄》                         | [ 註 7 ]        |
| 2017年6月9日   | 《中索航空服務協定》                               |                 |
| 2017年11月12日 | 《中索警政合作瞭解備忘錄》                         |                 |
| 2019年8月16日  | 《中索兩國國民互免簽證協定》                       |                 |

## 簽證

持中華民國護照的中華民國國民簽證要求分布圖：入境索羅門群島需要簽證。

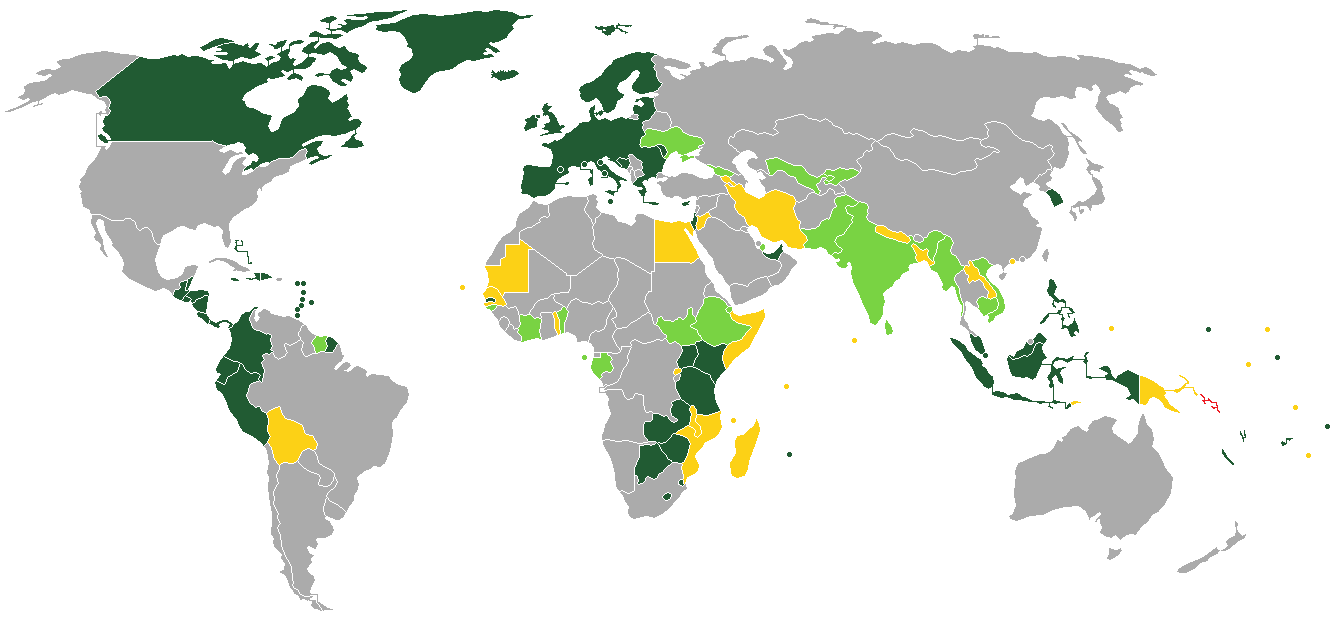
持索羅門群島護照的索羅門群島人口簽證要求分布圖：入境中華民國可以電子簽證。

兩國國民皆須申請簽證方可入境對方國家。索羅門群島商工、勞動暨移民部於2025年4月24日公告取消持有中華民國護照的中華民國國民落地簽證待遇。相關簽證可由旅行社代辦，或至鄰近的索羅門群島駐外機構辦理。
持有索羅門群島護照的索羅門群島國民則可以電子簽證入境中華民國，停留最多30天並不得延期，免簽證費。

## 交通

### 航空

#### 客運
兩國無直航班機，可經由（不計航點遠近，截至2023年7月19日）：
- 臺北→雪梨、布里斯本、奧克蘭，再轉機前往索羅門群島的霍尼亞拉國際機場。

### 駕車
持有中華民國國際駕駛執照可在索羅門群島駕車4個月；長期居留可申請換發該國駕駛執照。

## 外部連結
- 中華民國外交部－索羅門群島簡介 （页面存档备份，存于）（繁體中文）
- 駐巴布亞紐幾內亞臺北經濟文化辦事處
- 外交部領事事務局－國外旅遊警示分級表
- 中華民國衛生福利部－國際旅遊疫情建議等級
- 中華民國國際經濟合作協會 （页面存档备份，存于）